# 王圖炳
王圖炳（1668年—1743年），字瀓川，号麟照、慎悔道人，江南华亭县（今上海市金山区）张堰镇人。
太常寺博士王顼龄之子。康熙五十一年（1712年）壬辰進士，选庶吉士，散館授編修。雍正七年由詹事升左副都御史，雍正九年改禮部左侍郎，改侍读，加詹事。工於詩，江左十五子之一。著有《授香书屋诗》。